# Rhaptonema swinglei
Rhaptonema swinglei är en tvåhjärtbladig växtart som beskrevs av B.C. Kundu och S. Guha. Rhaptonema swinglei ingår i släktet Rhaptonema och familjen Menispermaceae. Inga underarter finns listade i Catalogue of Life.